# Lampezia (figlia di Elio)
Nella mitologia greca, Lampezia era una figlia di Helios e della ninfa oceanina Climene e sorella di Fetusa. È una della Eliadi.

## Mitologia
Omero, nell'Odissea scrive che la madre di Lampezia sia Neera (in greco antico: Νέαιρα?).
La madre le lasciò nell'isola di Trinacria dove vivevano alcune mandrie del padre a cui le due donne dovevano badare.. 

Quando i compagni di viaggio di Odisseo uccisero le vacche, Lampezia corse dal padre per avvertirlo.
Altri autori riferiscono di diversa madre l'Oceanina Climene figlia di Oceano.

Ovidio riferisce che tale Lampezia sia proprio la sorella di Fetusa.